# Puntius nigripinnis
Puntius nigripinnis is een straalvinnige vissensoort uit de familie van de eigenlijke karpers (Cyprinidae). De wetenschappelijke naam van de soort is voor het eerst geldig gepubliceerd in 2012 door Knight, Rema Devi, Indra & Arunachalam.